# Politický systém Kosova

Státní znak Kosovské republiky.

Kosovská republika je unitární parlamentní republika, zastupitelská demokracie. Hlavou státu je prezident (albánsky Presidenti) a vládě předsedá premiér (albánsky Kryeministri). Parlamentní volby se konají každé čtyři roky.
Výkonnou moc vykonává vláda. Zákonodárná moc je svěřena jak výkonné moci, tak parlamentu (Shromáždění, albánsky Kuvendi). Soudní moc je nezávislá na výkonné a zákonodárné moci.

## Vláda
Výkonná moc Kosova je souborem kosovských institucí, které vykonává výkonnou moc v Kosovu. V jejím čele stojí premiér Kosova a krom něj zahrnuje také místopředsedy vlády a různé ministry. Svou roli hraje i prezident Kosova.
Albin Kurti (VV) je předsedou vlády Kosova. Vjosa Osmaniová je prezidentkou Kosova,  hlavou státu. Mezi významné politické strany v Kosovu patří Vetëvendosje! (VV), Demokratická liga Kosova (LDK) a Demokratická strana Kosova (PDK).

## Parlament
Kosovské shromáždění (albánsky Kuvendi i Kosovës) má 120 členů volených na čtyřleté funkční období. Podle Ústavy by se Kosovské shromáždění mělo skládat ze 120 členů. Obsahuje podle Ústavy dvacet křesel vyhrazených etnickým a národnostním menšinám, z nichž deset je pro kosovské Srby a deset pro další menšiny (např. Bosňáky, Romy atd.). Kosovo má pluralitní systém s řadou stran, v němž většinou žádná strana nemá šanci získat moc sama a strany musí spolupracovat na vytvoření koaliční vlády.
Shromáždění schvaluje všechny zákony, ratifikuje mezinárodní smlouvy, jmenuje prezidenta, premiéra, ministry a soudce všech soudů, schvaluje rozpočet a vykonává další povinnosti stanovené Ústavou. Parlament může vyslovit vládě nedůvěru většinou hlasů členů.

## Autonomie a nezávislost
Socialistická autonomní provincie Kosovo byla vytvořena v roce 1945 a podle jugoslávské ústavy z roku 1974 jí byla udělena široká samospráva, avšak v roce 1989 Slobodan Milošević většinu této autonomie zrušil. V roce 1990 vůdci etnických Albánců jednostranně vyhlásili první „Kosovskou republiku“ (anglicky Republic of Kosova), což vyvolalo střety s jugoslávskými silami a následnou humanitární krizi, která skončila intervencí NATO a správou OSN podle rezoluce Rady bezpečnosti OSN č. 1244 v roce 1999. Kosovo spravovala mise UNMIK a v roce 2001 zřídila Prozatímní instituce samosprávy (PISG), přičemž postupně přenesla mnoho pravomocí a zároveň si zachovala pravomoc nad klíčovými oblastmi, jako jsou zahraniční věci a bezpečnost. Hlavní politické strany Kosova vznikly z nenásilného odboje (LDK) Ibrahima Rugovy a bývalých velitelů UÇK (PDK a AAK). Pravidelné volby a měnící se koalice formovaly její vedení v průběhu prvního desetiletí 21. století. Poté, co další jednání uvízla, dovedl premiér Hashim Thaçi 17. února 2008 kosovské shromáždění k vyhlášení nezávislosti, což byl status, který od té doby uznaly mnohé (ale ne všechny) členské státy OSN.

## Politické strany

Složení parlamentu po volbách 2025.

Mezi nejvýznamnější strany v Kosovu patří Vetëvendosje! (Sebeurčení!), Demokratická liga Kosova (albánsky Lidhja Demokratike e Kosovës), Demokratická strana Kosova (albánsky Partia Demokratike e Kosovës), Aliance pro budoucnost Kosova (albánsky Aleanca për Ardhmërinë e Kosovës) a Srbský list (srbsky Српска листа, Srpska lista, albánsky Lista Serbe), který je jednou ze dvou parlamentních stran zastupujících srbskou menšinu.

## Parlament
Kosovské shromáždění je jednokomorový zákonodárný orgán Kosova, který se skládá ze 120 členů volených každé čtyři roky na základě poměrného zastoupení na otevřených stranických kandidátních listinách, přičemž 20 křesel je Ústavou vyhrazeno pro národnostní menšiny (10 pro Srby, 4 pro Romy/Aškaly/Egypťany, 3 pro Bosňáky, 2 pro Turky a 1 pro Gorany). Bylo de facto zřízeno v prosinci 2001 v rámci mise UNMIK za účelem zajištění prozatímní samosprávy a zakotveno v Ústavě z roku 2008 po jednostranném vyhlášení nezávislosti Kosova dne 17. února 2008. Vykonává plnou zákonodárnou moc, volí prezidenta a premiéra, ratifikuje mezinárodní dohody a dohlíží na činnost vlády. Orgán, který se schází v budově Shromáždění v Prištině, vykonává svou práci prostřednictvím systému čtrnácti stálých výborů, které se zabývají oblastmi, jako jsou zahraniční věci, rozpočet, bezpečnost a lidská práva.

## Volby
Od zavedení Prozatímních institucí samosprávy OSN (UNMIK) se v Kosovu konalo devět parlamentních voleb od roku 2001, naposledy v únoru 2025. Po válce v Kosovu (1998–99) přešla provincie do správy OSN a po vyhlášení nezávislosti v únoru 2008 pokračovalo shromáždění zvolené už v roce 2007 ve své činnosti. První čtyři parlamentní volby (2001, 2004, 2007 a 2010) organizovala OSCE nebo je monitorovalo mezinárodní společenství, které je hodnotilo jako svobodné a spravedlivé. Ústava z roku 2008 stanovila, že 120 členů shromáždění se volí na čtyřleté období, přičemž 100 mandátů obsazují kandidáti podle poměrného zastoupení a 20 křesel je vyhrazeno národním menšinám (včetně Srbů, Romů, Bosňáků, Turků a Gorani), s možností získat další mandáty podle výsledků voleb. Podle volebního zákona mohou volit občané starší 18 let.

## Politický status
Politický status Kosova je dlouhodobý spor mezi srbskými a kosovskými autoritami, jenž vznikl v důsledku rozpadu Jugoslávie a Kosovské války. Po skončení konfliktu v roce 1999 převzala OSN na základě rezoluce Rady bezpečnosti OSN 1244 dočasnou správu nad autonomní provincií Kosovo a Metochie, přičemž bylo potvrzeno územní začlenění Kosova pod Srbsko, nicméně s požadavkem zajištění značné autonomie a samosprávy. V roce 2006 byla zahájena jednání pod záštitou OSN. V květnu 2007 předložil finský vyslanec Martti Ahtisaari „Komplexní návrh na urovnání statusu Kosova“, avšak členské státy Rady bezpečnosti OSN nedokázaly prosadit jeho přímou podporu kvůli nesouhlasu Ruské federace. Dne 17. února 2008 pak zástupci kosovského obyvatelstva mimo rámec přechodných institucí vyhlásili nezávislost Kosovské republiky, kterou Mezinárodní soudní dvůr následně shledal v souladu s mezinárodním právem. Od té doby probíhají intenzivní rozhovory mezi Bělehradem a Prištinou (včetně Bruselské dohody z roku 2013), jejichž cílem je vyřešit zbývající sporné otázky a zajistit práva menšin.